# Parafia Jezusa Chrystusa Odkupiciela w Czechowicach-Dziedzicach
Parafia Jezusa Chrystusa Odkupiciela – parafia rzymskokatolicka znajdująca się w Czechowicach-Dziedzicach. Należy do dekanatu Czechowice-Dziedzice diecezji bielsko-żywieckiej. 
Na miejscu obecnego kościoła parafialnego znajdowała się prywatna stolarnia z 1929 roku. W 1952 ją upaństwowiono, a w 1982 została zwrócona prawowitym spadkobiercom, którzy przekazali budynek z przyległym gruntem by mogła powstać w tym miejscu świątynia. Kamień węgielny pod jej budowę poświęcił papież Jan Paweł II 20 czerwca 1983, a w tym samym roku 23 października erygowano parafię. Powstały kościół okazał się niewystarczający dla liczby parafian, dlatego w latach 1995–1998 rozpoczęto budowę nowego kościoła według projektu architekta Stanisława Niemczyka i jego współpracowników: Anny Niemczyk-Wojteckiej i Roberta Wojteckiego. Konsekrowano go w roku 2000.
Przy parafii działa młodzieżowa wspólnota Ruchu Światło-Życie.